# Alexis Meade

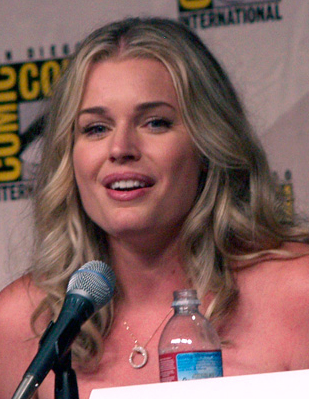
Rebecca Romijn, l'interprète d'Alexis Meade.

Alexis Meade (née Alexander Spencer Meade) est un des personnages principaux de la série télévisée américaine Ugly Betty. D'abord interprétée par Elizabeth Penn Payne en tant que « Femme Mystère », elle est ensuite jouée par Rebecca Romijn.

## Biographie
Alex Meade est à l'arrière-plan au début de la série. L'ancien rédacteur en chef du magazine Hudson est cru mort dans un accident de ski par le monde entier… ou presque. Dès le début de la série, une femme enroulée de bandages apparaît régulièrement. Souvent, Wilhelmina Slater, la directrice artistique de Mode, est assise près d'elle, dans une petite salle très sombre. Elles ont l'air de préparer un plan pour prendre la place de Daniel Meade au poste de rédacteur en chef de Mode. Selon les apparences, cette femme semble être Fey Sommers, l'ancienne rédactrice en chef du magazine mais on découvre en réalité qu'Alex a toujours été une femme, et se fait dorénavant appeler Alexis. Cela va entraîner de nombreuses complications dans sa relation avec son père mais après un malheureux accident, Alexis est atteinte d'amnésie et a oublié deux ans de sa vie. Son père Bradford Meade va dès lors lui mentir et prétendre avoir accepté son choix, de ce fait ils repartent de zéro. Quelque temps plus tard Bradford invite Daniel et Alexis à un dîner avec Wilhelmina, à l'instant où il prend le manteau de sa fille, celle-ci est envahie par "une impression de déjà vu" qu'elle qualifie de flash-back. À l'apéritif, la future madame Bradford souhaite soudain prendre une photographie de Noël devant la cheminée. Alexis étant en train de boire une gorgée dans son verre, son père lui propose de l'en débarrasser. Lorsqu'elle le pose dans sa main, un autre flash-back survient, montrant Bradford fracassant un verre dans la cheminée, puis elle reprend ses esprits, mais reste un peu perplexe. Cependant Wilhelmina interromp sa réflexion au profit de sa photographie. Au moment de servir le repas, Daniel annonce à leur père qu'il a perdu 52 % des annonceurs du magazine Mode, ce dernier se met alors à hurler sur son fils déclenchant un nouveau et dernier flash-back, révélant enfin en images l'affrontement violent entre Bradford et Alex, quand il lui confie qu'il veut faire une transition pour devenir Alexis. Cet affrontement se termine sur Bradford, assénant son fils aîné d'un « tu es mort pour moi ! Alex ».  À la mort de Bradford, elle est nommée à la tête des Publications Meade. Par la suite, elle découvre que Daniel Jr est son fils et elle décide de retourner vivre avec lui en Europe. On ne la verra plus à partir de cela mais on continuera d'en entendre parler.